# Getijdenmolen Middelburg
De Getijdenmolen aan de Stadsschuur in Middelburg is een voormalige getijdenmolen, die als korenmolen was ingericht. 
De eerste vermelding van een getijdenmolen in Middelburg dateert van 1314. Deze molen stond op de hoek Dam/Spuistraat en was gebouwd wegens het graven van een molenbassin, het "Molenwater". In de omgeving van de huidige molen werd in 1551 een getijdenmolen voltooid bij de aanleg van de Nieuwe Haven.
In 1760/63 kwamen een nieuw schutsluis en spui tot stand bij de Stadsschuur. Het kreeg ook de functie van ‘watervang’, bij vloed werd water binnengelaten om bij eb weer uit te stromen en het aanwezige slib mee af te voeren. Zo bleef de haven en de haventoegang op diepte. Dit werkte niet meer afdoende en mede door financiële problemen en nieuwe technologieën werd de getijdenmolen in 1858 buiten dienst gesteld.
De molen lag naast een spuisluis, waarvan de contouren in het plaveisel zijn aangegeven. Deze sluis was zodanig geconstrueerd dat het water zowel bij eb als bij vloed dezelfde stroomrichting had. De Getijdenmolen was een onderslagmolen met een rad van 7 meter.
Naderhand is parallel aan de spuisluis een schutsluis voor het scheepvaartverkeer aangelegd. Het verschil tussen hoog en laag water bedroeg aanvankelijk ca. 2 meter, maar verminderde in de loop der tijd door verzanding. Omstreeks 1853 is het gaande werk geheel uit de molen verwijderd. Het gebouw kreeg in de loop der tijd steeds andere functies; tegenwoordig is het een huisartsenpraktijk.
De aanleg van het Kanaal door Walcheren in 1873 deed het getij zo goed als geheel verdwijnen en maakte ook de schutsluis overbodig.
In 1994 is het complex gerestaureerd, waarbij op de plaats van het oorspronkelijke waterrad een halve stalen cilinder op ware grootte is aangebracht.